# Acquis comunitario
L'acquis comunitario, dalla locuzione francese (droit) acquis communautaire (AFI: [aˌki kɔmynoˈtɛːʁ]), traducibile in italiano come «(diritto) acquisito comunitario», è l'insieme dei diritti, degli obblighi giuridici e degli obiettivi politici che accomunano e vincolano gli stati membri dell'Unione europea e che devono essere accolti senza riserve dai paesi che vogliano entrare a farne parte. I paesi candidati devono accettare l'acquis per poter aderire all'Unione europea e per una piena integrazione devono accoglierlo nei rispettivi ordinamenti nazionali, adattandoli e riformandoli in funzione di esso; devono poi applicarlo a partire dalla data in cui divengono membri della UE a tutti gli effetti.

## Descrizione
L'Unione mantiene integro l'acquis comunitario e tende a svilupparlo ulteriormente. Ci sono tuttavia, per alcuni paesi, delle deroghe all'acquis, deroghe, note comunemente come opt-out, che sono però eccezionali e limitate: ad esempio alcuni paesi (Danimarca) non hanno adottato l'euro, riservandosi di farlo eventualmente in seguito; altri (Irlanda) hanno attuato solo parzialmente le disposizioni degli Accordi di Schengen.
Va tuttavia ricordato che a seguito della modifica dei trattati, con l'entrata in vigore del trattato di Lisbona, è stato introdotto il principio di non mantenimento dell'acquis da parte delle Istituzioni comunitarie (Consiglio, Commissione e Parlamento europeo) nello svolgimento delle loro mansioni legislative, introducendo per le materie a competenza concorrente (e con divieto ad applicare questo nuovo principio nelle materie a competenza esclusiva dell'Unione) la possibilità di una legislazione c.d. regressiva; in ciò statuendo i nuovi trattati che, nelle materie in cui l'Unione e gli Stati Membri hanno potere concorrente a legiferare, le Istituzioni dell'Unione possono ridurre lo spazio di legiferazione a sé riservata, mediante legislazione regressiva su precedente legislazione propria, in modo tale da restituire ampiezza di potere legislativo agli Stati Membri nei singoli ordinamenti giuridici.
Con tale espressione, in sintesi, fermo restando che l'acquis comunitario deve essere accettato e perseguito da tutti gli Stati, laddove l'Unione ritenga che nella specifica materia la legislazione concorrente degli Stati membri sia più incisiva (anche nel rispetto del principio di prossimità), può legiferare in senso contrario a quanto precedentemente fatto, in ciò non ravvedendosi una vera regressione della legislazione comunitaria, ma una semplice redistribuzione verso il basso (dall'Unione agli Stati Membri) dei poteri nazionali che precedentemente erano stati attribuiti alla stessa.

### Composizione dell'acquis
Esso consta:
- dei princìpi, degli obiettivi politici e di ciò che è disposto dai trattati e della legislazione applicativa degli stessi;
- della giurisprudenza della Corte di giustizia europea;
- delle dichiarazioni e dalle risoluzioni adottate nell'Unione;
- degli atti riguardanti lo spazio di libertà di sicurezza e di giustizia;
- degli atti inerenti alla politica estera e di sicurezza comune;
- degli accordi internazionali fatti dalla Comunità e da quelli conclusi dagli Stati membri tra essi nei settori di competenza dell'Unione.

## Capitoli negoziali
| Applicati all'allargamento 2004-2007 | Attuali |
| --- | --- |
| - Capitolo 1. Libera circolazione delle merci - Capitolo 2. Libera circolazione delle persone - Capitolo 3. Libera prestazione dei servizi - Capitolo 4. Libera circolazione dei capitali - Capitolo 5. Diritto societario - Capitolo 6. Politica di concorrenza - Capitolo 7. Agricoltura - Capitolo 8. Pesca - Capitolo 9. Politica dei trasporti - Capitolo 10. Tassazione - Capitolo 11. Unione economica e monetaria - Capitolo 12. Statistica - Capitolo 13. Politica sociale e occupazione - Capitolo 14. Energia - Capitolo 15. Politica industriale - Capitolo 16. Piccole e medie imprese - Capitolo 17. Scienza e ricerca - Capitolo 18. Istruzione e formazione - Capitolo 19. Telecomunicazioni e tecnologie dell'informazione - Capitolo 20. Cultura e politica audiovisiva - Capitolo 21. Politica regionale e coordinamento degli strumenti strutturali - Capitolo 22. Ambiente - Capitolo 23. Consumatori e tutela della salute - Capitolo 24. Cooperazione nel settore della giustizia e degli affari interni - Capitolo 25. Unione doganale - Capitolo 26. Relazioni esterne - Capitolo 27. Politica estera e di sicurezza comune (PESC) - Capitolo 28. Controllo finanziario - Capitolo 29. Disposizioni finanziarie e di bilancio - Capitolo 30. Istituzioni - Capitolo 31. Altri problemi | - Capitolo 1. Libertà di circolazione delle merci - Capitolo 2. Libertà di circolazione dei lavoratori - Capitolo 3. Diritto di stabilimento/libertà di provvedere ai servizi - Capitolo 4. Libera circolazione dei capitali - Capitolo 5. Appalti pubblici - Capitolo 6. Diritto societario - Capitolo 7. Diritto alla proprietà intellettuale - Capitolo 8. Competitività - Capitolo 9. Servizi finanziari - Capitolo 10. Società dell'informazione/Media - Capitolo 11. Agricoltura/Sviluppo rurale - Capitolo 12. Sicurezza alimentare/Politica veterinaria e fitosanitaria - Capitolo 13. Pesca - Capitolo 14. Politica dei trasporti - Capitolo 15. Energia - Capitolo 16. Tassazione - Capitolo 17. Economia/Politica monetaria - Capitolo 18. Statistiche - Capitolo 19. Politica sociale/Occupazione - Capitolo 20. Impresa/Politica industriale - Capitolo 21. Reti transeuropee - Capitolo 22. Politica regionale/Coordinamento degli strumenti strutturali - Capitolo 23. Magistratura/Diritti fondamentali - Capitolo 24. Giustizia/Libertà/Sicurezza - Capitolo 25. Scienza/Ricerca - Capitolo 26. Educazione/Cultura - Capitolo 27. Ambiente - Capitolo 28. Consumatori/Tutela della salute - Capitolo 29. Unione doganale - Capitolo 30. Relazioni esterne - Capitolo 31. Politica estera/Sicurezza/Difesa - Capitolo 32. Controlli finanziari - Capitolo 33. Disposizioni finanziarie e di bilancio - Capitolo 34. Istituzioni - Capitolo 35. Altri problemi |